# شکستگی گالیوزی
شکستگی گالیوزی - (به انگلیسی: Galeazzi fracture) شکستگی دیاستال سوم زند بالایی با جابجایی مفصل رباط دیستال می‌باشد. یک شکستگی متداول شامل شکستگی و جدا شدن از ناحیه اتصال دومی سوم و سومین شعاع همراه با سوزش یا جابجایی مفصل رشته متصل به رادیولننال می‌باشد. آسیب در محل مفصل ساعد می‌باشد.

## علائم و نشانه‌ها
تورم بافت و بافت نرم در محل شکستگی زند بالایی و در مفصل مچ دست وجود دارد. این آسیب با ارزیابی رادیوگرافی تأیید می‌شود. ترومای ساعد ممکن است با سندرم کمپارتمان مرتبط باشد. آسیب در عصب بین استخوانی قدامی (AIN) نیز ممکن است وجود داشته باشد، که ممکن است نادیده گرفته شود، زیرا هیچ روش خاصی برای تشخیص آن وجود ندارد. عصب اصلی، AIN عصب بخش حرکتی است. جراحت به AIN می‌تواند موجب فلج شدن ماهیچه دراز خم‌کننده شست دست و ماهیچه عمقی خم‌کننده انگشتان دست و عضلات انگشت اشاره شود و منجر به از دست دادن مکانیزم حرکت بین انگشت شست و انگشت اشاره شود. شکستگی گالیوزی گاهی اوقات در مچ دست موجب آسیب به عصب رادیال، تاندون‌های انقباضی یا عضلات می‌شود.

## پاتوفیزیولوژی
تصور می‌شود که علت شکستگی گالیوزی سقوط فرد است که باعث می‌شود فشار محوری روی ساعد بیش از حد تحملش آن شود. با این حال، محققان قادر به بازسازی مکانیسم آسیب در یک محیط آزمایشی نیستند.
پس از ایجاد آسیب، شکستگی در معرض نیروهای تغییر شکل دهنده قرار می‌گیرد که شامل نیروهای انقباضی ماهیچه بازویی‌زندبالایی، ماهیچه درون‌گردان چهارگوش و همچنین وزن دست است. به دلیل آسیب دیدگی‌های عضلانی و نرم بافتی که با این شکست همراه هستند، نمی‌شود به‌طور کامل گچ‌گیری انجام داد و باید از روش اسلپ استفاده نمود به این شکل که پس از استفاده از ویبریل یک لایه گچ در زیر دست قرار داده و سپس دور آن را باند پیچی نمود. این در شرایطی است که نیاز به وزنه یا عمل جراحی که معمولاً در این شکستگی اعمال می‌شود نباشد.

## رفتار

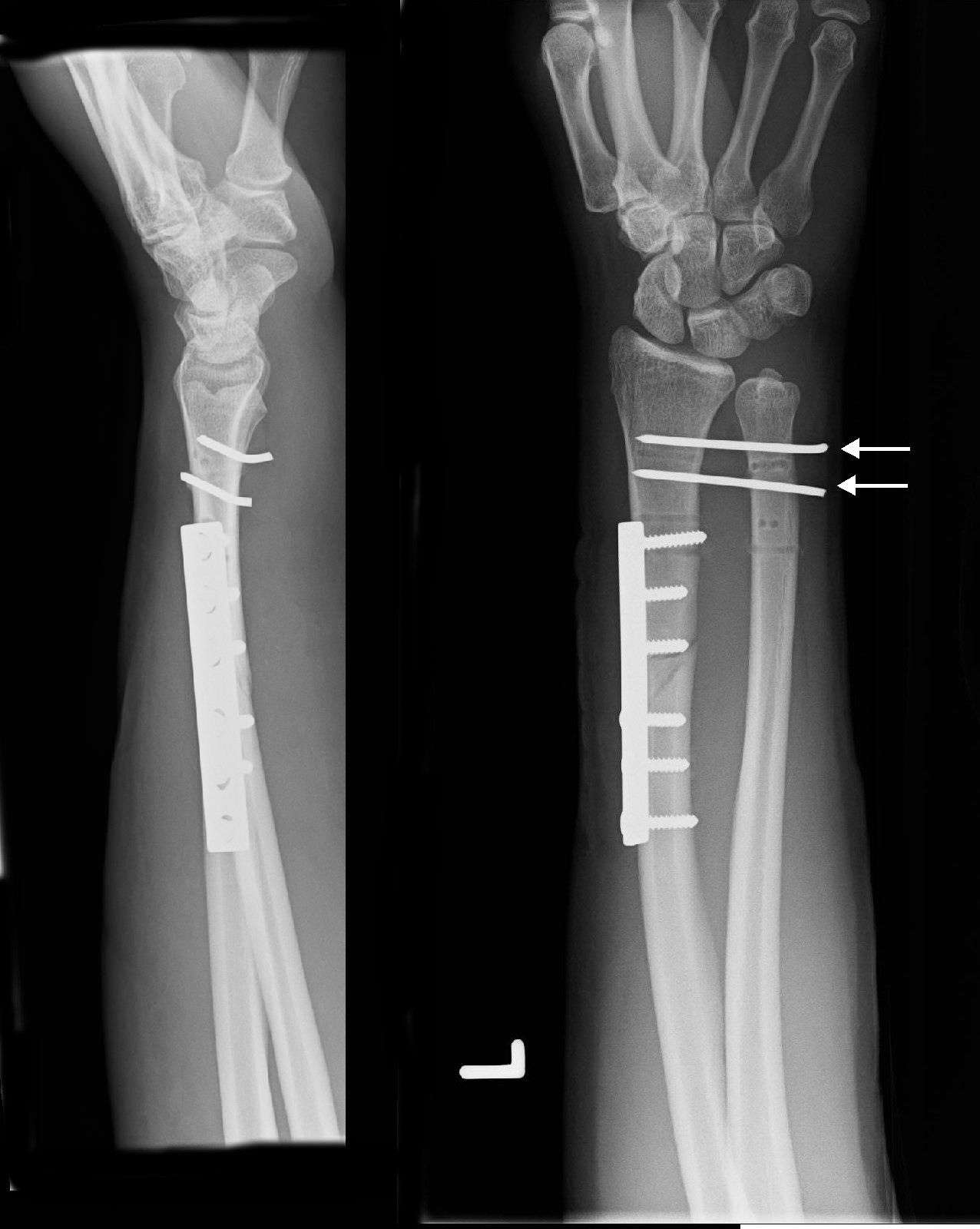
شکستگی گالیوزی پس از جراحی

شکستگیهای گالیوزی بهتر است با کاهش فشار زند بالایی و رباط دئستالالنار متصل به مفصل ساعد، درمان شوند. که «شکست ضروری» نامیده می‌شود، البته در بزرگسالان نیازمند درمان جراحی باز است. درمان غیر جراحی باعث انقباض دیستال می‌شود. با این حال، در بیماران نابالغ که اسکلتی فعال دارند مانند کودکان، این شکست معمولاً با فشار کم گچ‌گیری و پانسمان می‌شود.

## اپیدمیولوژی
شکستگی‌های گالیوزی ۷–۳٪ از همه شکستگی‌های ساعد را تشکیل می‌دهند. اغلب در مردان دیده می‌شود. آمار گزارش شده نشان می‌دهد که در کل ۷ درصد از کل شکستگی‌های ساعد در بزرگسالان از این نوع است. که نتیجه سقوط روی یک بازو بوده‌است.

## تاریخچه
شکستگی گالیوزی با مقاله ریکاردو گالایززی (۱۸۶۶–۱۹۵۲)، یک جراح ایتالیایی در مؤسسه دی راچی تی - Instituto de Rachitici در میلان، به این نام نامیده شد که این شکستگی را در سال ۱۹۳۴ را توصیف کرد. با این حال، اولین بار در سال ۱۸۴۲ توسط کوپر، ۹۲ سال قبل از اینکه گالئاززی نتایج خود را منتشر کرد، در سال ۱۸۴۲ منتشر شده بود.